# Yerkebala Turgunbayev
Yerkebala Turgunbayev (ros. Еркебала Тургунбаев; ur. 13 listopada 1983) – kazachski zapaśnik walczący w stylu wolnym. Zajął dwunaste miejsce na igrzyskach azjatyckich w 2006. 
Piąty na mistrzostwach Azji w 2006. Dwunasty w Pucharze Świata w 2009. Trzeci na mistrzostwach Azji juniorów w 2002 i drugi na tej samej imprezie wśród kadetów w 2001 roku.